# Gastrotheca fulvorufa
Gastrotheca fulvorufa es una especie de anfibio anuro de la familia Hemiphractidae.

## Distribución geográfica
Esta especie es endémica de Brasil. Se encuentra en los estados de Río de Janeiro y São Paulo entre los 2000 y 2700 m sobre el nivel del mar en la Serra do Mar.

## Descripción
El holotipo hembra mide 68 mm.

## Publicación original
- Andersson, 1911: A new Leptodactylus and a new Nototrema from Brazil. Arkiv for Zoologi, vol. 7, n.º 1, p. 1-6[6]